# Alexander Alvaro
Alexander Nuno Pickart Alvaro (Bonn-Bad Godesberg, 26 mei 1975) is een Duits-Portugees politicus. Hij zetelde van 20 juli 2004 tot 1 juli 2014 in het Europees Parlement voor de Freie Demokratische Partei (ALDE) en was vanaf 18 januari 2012 tevens een van de veertien vicevoorzitters.

## Biografie
Alvaro is de zoon van de Portugese Gervasio Alvaro en de Duitse Gabriele Pickart-Alvaro. Na het voortgezet onderwijs vervulde hij eerst een jaar zijn dienstplicht. In 1997 behaalde hij zijn bankiersexamen bij de Deutsche Bank. Vervolgens studeerde hij rechtsgeleerdheid aan de universiteiten van Bremen, Mannheim, Lausanne (Zwitserland) en Düsseldorf. Hij studeerde in 2004 af.
Tussen 1991 en 2001 was Alvaro voorzitter van de Junge Liberale in Düsseldorf. Tussen 2000 en 2005 was hij lid van het landelijk bestuur van de Junge Liberale. Tegenwoordig is hij lid van het FDP-bestuur in Düsseldorf (sinds 2000) en Nordrhein-Westfalen (sinds 2004). Tevens is hij sinds 2003 lid van het federaal bestuur van de FDP en sinds 2011 van het dagelijks bestuur.
In 2004 werd Alvaro verkozen tot lid van het Europees Parlement namens de FDP. Hij was in zijn eerste termijn woordvoerder Binnenlandse Zaken in de Commissie burgerlijke vrijheden, justitie en binnenlandse zaken voor ALDE. In 2009 werd hij herkozen. Tot 18 januari 2012 was hij ondervoorzitter van de Begrotingscommissie. Sindsdien is Alvaro vicevoorzitter van het Europees Parlement en in die hoedanigheid lid van het Bureau. Tevens maakt hij deel uit van de delegatie voor de betrekkingen met Iran.
Alvaro heeft aangekondigd zich niet verkiesbaar te zullen stellen voor een derde termijn in het Europees Parlement.